# Dieter Reiter

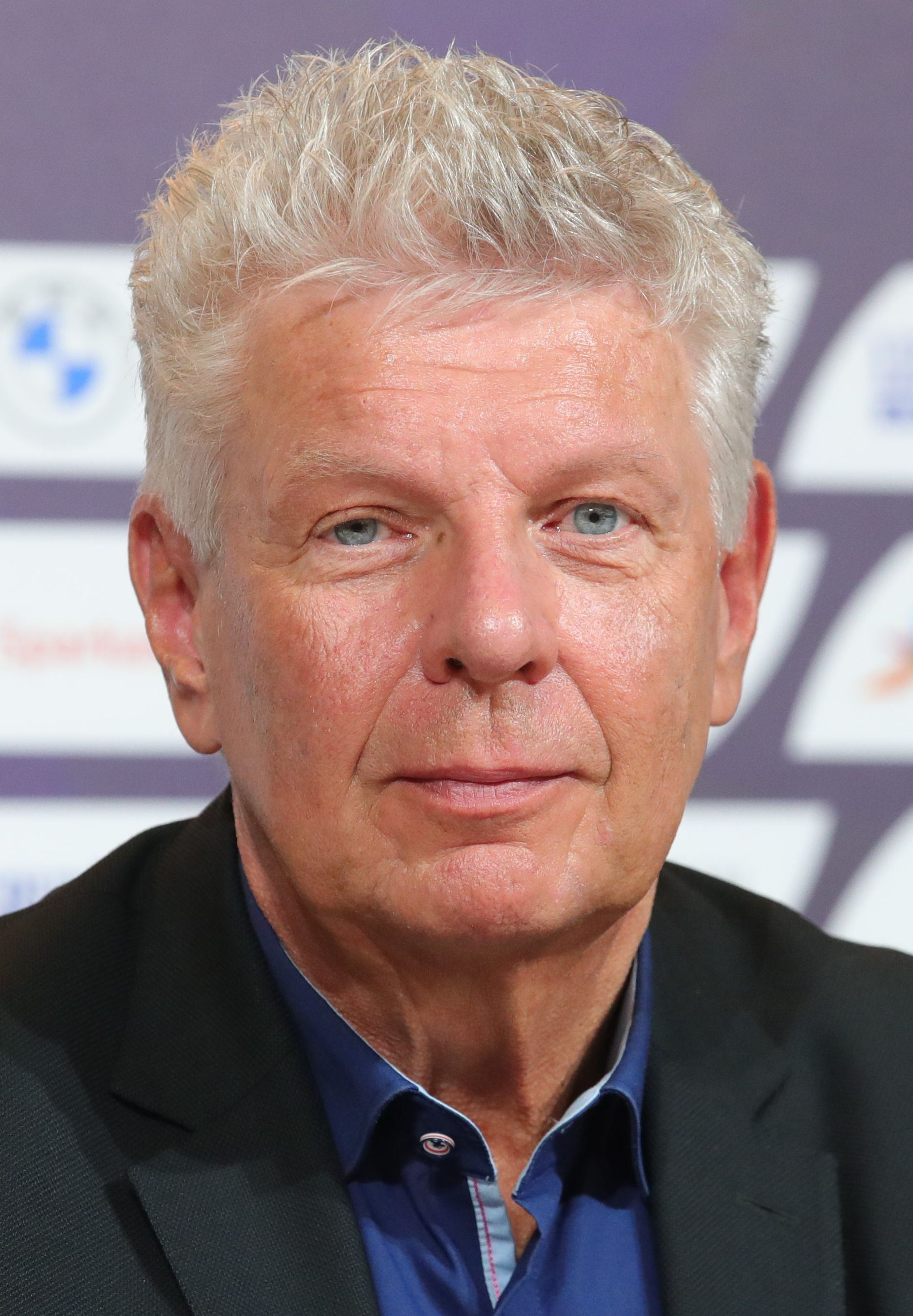
Dieter Reiter (2022)

Dieter Reiter (amtlich Franz Dieter Reiter, * 19. Mai 1958 in Rain) ist ein deutscher Kommunalpolitiker (SPD). Er ist seit dem 1. Mai 2014 Oberbürgermeister der bayerischen Landeshauptstadt München.

## Leben

### Ausbildung und Beruf
Reiter wuchs ab dem dritten Lebensjahr in München auf. Nach dem Abitur absolvierte er ein Studium an der Fachhochschule für öffentliche Verwaltung und Rechtspflege in Hof an der Saale, das er 1981 als Diplom-Verwaltungswirt (FH) abschloss. Anschließend arbeitete er in der Stadtverwaltung München, unter anderem in der Stadtkämmerei als Leiter des Kassen- und Steueramts. Im April 2009 wurde er berufsmäßiger Stadtrat in München und als Nachfolger von Reinhard Wieczorek Referent für Arbeit und Wirtschaft der Landeshauptstadt. Im Wirtschaftsreferat setzte er sich im Einklang mit der Linie der Münchner SPD-Stadträte dafür ein, städtische Betriebe (beispielsweise die Münchener städtischen Krankenhäuser) entgegen dem deutschlandweiten Trend nicht zu privatisieren, sondern in öffentlicher Hand zu belassen. Die der Neuen Messe München gewährten städtischen Zuschüsse drosselte Reiter nach seinem Amtsantritt.

### Partei und Amt des Oberbürgermeisters
Reiter bekundete im Januar 2011 Interesse am Amt des Oberbürgermeisters von München, das bei der Kommunalwahl 2014 neu vergeben wurde. Am 25. Oktober 2011 wurde er vom Münchner SPD-Vorstand der örtlichen Nominierungsversammlung als einziger Bewerber vorgeschlagen. Zuvor hatten sich 33 der 44 SPD-Ortsvereine für ihn (statt für einen der beiden Mitbewerber – SPD-Stadtratsfraktionsvorsitzender Alexander Reissl und Sozialreferentin Brigitte Meier) ausgesprochen. Am 12. Dezember 2011 entschieden die Mitglieder der Münchner SPD auf einem Parteitag einstimmig, Reiter für den Wahlkampf um das Amt des Oberbürgermeisters von München zu benennen. In der Stichwahl der Kommunalwahl 2014 in München wurde Reiter am 30. März 2014 mit 56,7 Prozent der Stimmen zum Oberbürgermeister gewählt.

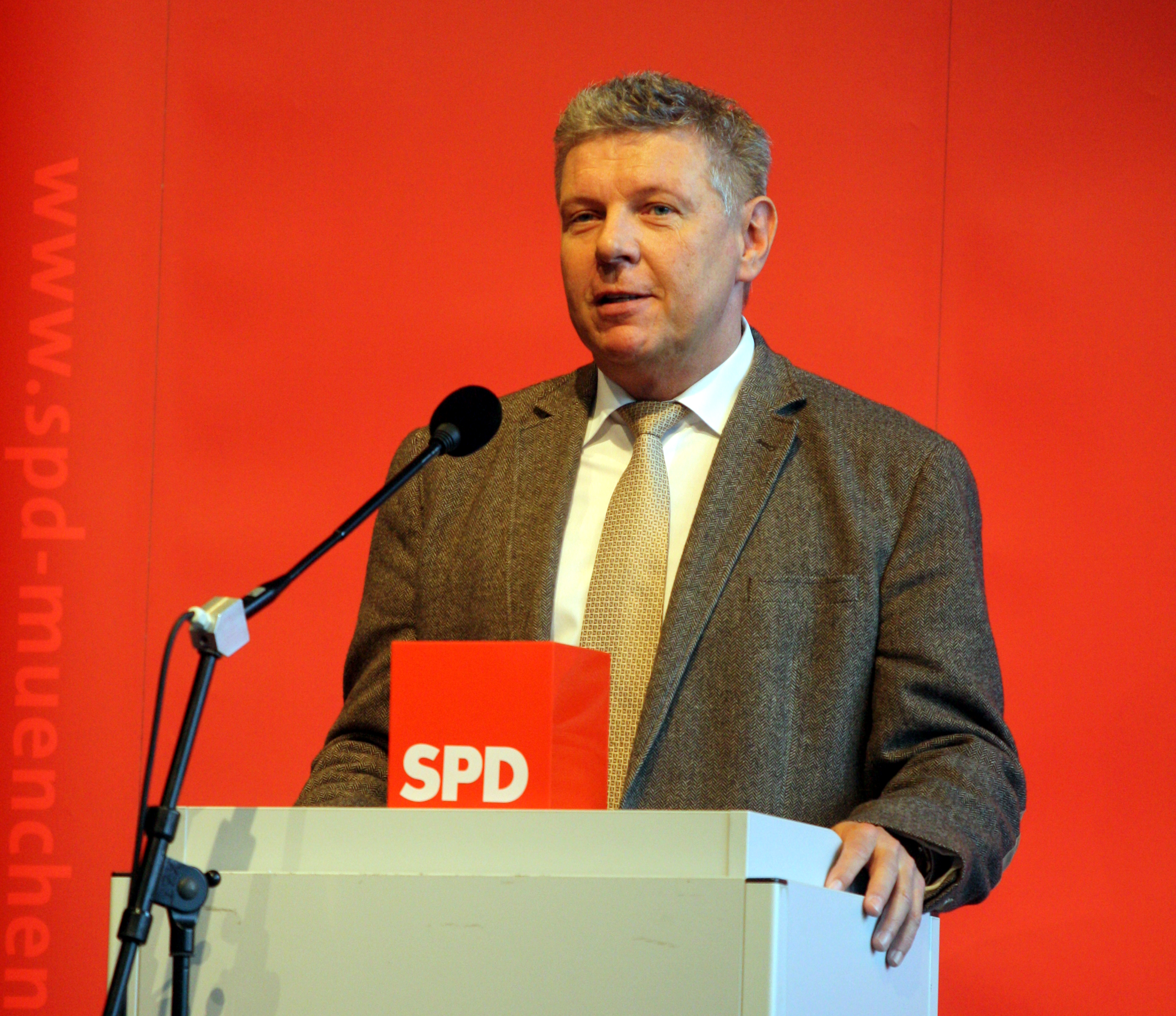
Dieter Reiter während des kleinen SPD-Parteitages in München-Trudering (2013)

Reiter war bis April 2011 Mitglied des SPD-Ortsvereins in seinem damaligen Wohnort Straßlach-Dingharting im Landkreis München, folglich wechselte er in den Ortsverein München-Au und wohnt seither in München.
In Straßlach-Dingharting hatte er bei der Kommunalwahl im Jahr 2008 erfolglos für den Gemeinderat kandidiert. Er war dort auf dem zweiten Platz der SPD-Kandidatenliste nominiert; die SPD erreichte aber nur ein Gemeinderatsmandat.
Am 30. März 2014 wurde Reiter in einer Stichwahl zum neuen Oberbürgermeister der Stadt München gewählt. Der Gegenkandidat in der Stichwahl war Josef Schmid (CSU). Reiter trat damit zum 1. Mai 2014 die Nachfolge von Christian Ude an, der aus Altersgründen nicht mehr antreten konnte. Nach den anschließenden Bündnisverhandlungen mit den Stadtratsfraktionen von Grünen und CSU, die sich bis Mitte Mai hinzogen, schlug Reiter eine Zusammenarbeit mit der CSU vor und somit ein Ende der Koalition von SPD, Grünen und Rosa Liste im Stadtrat. Am 21. Mai 2014 wurde daraufhin Josef Schmid zum Zweiten Bürgermeister gewählt, die bisherige Zweite Bürgermeisterin Christine Strobl von der SPD wurde Dritte Bürgermeisterin.
Bei der Münchner Oberbürgermeisterwahl am 15. März 2020 verfehlte er im ersten Wahlgang mit 47,9 Prozent die absolute Mehrheit und trat am 29. März gegen die zweitplatzierte Kristina Frank (CSU, 21,3 Prozent) zur Stichwahl an. Diese gewann Reiter mit 71,7 Prozent der abgegebenen Stimmen.

### Kritik
Reiter geriet während seines ersten OB-Wahlkampfes im Juni 2013 in die Kritik von CSU, FDP und Grünen, da er auf Einladung des FC Bayern München das Champions-League-Finale in London besucht hatte, wobei der Verein auch die vierstelligen Kosten für Eintritt, Flug, Übernachtung und Verpflegung übernahm. Oberbürgermeister Christian Ude (SPD) hatte jedoch Reiter und zwei weiteren städtischen Bediensteten die erforderliche Genehmigung erteilt. Die Staatsanwaltschaft München I nahm Ermittlungen auf, was Reiter und Ude begrüßten, und kam zum Ergebnis, dass kein strafbares Verhalten Reiters vorlag.
Reiter, der in seiner Zeit als Wirtschaftsreferent als bekennender „Microsoft-Fan“ die deutsche Zentrale des Unternehmens Microsoft nach München geholt hatte, setzte einen von der damals schwarz-roten Stadtratsmehrheit gefassten Beschluss zur Rückkehr vom quelloffenen LiMux-Projekt zu Microsoft Windows in der Münchner Stadtverwaltung um, was ihm die Kritik der damals oppositionellen Grünen und der Anhängerschaft quelloffener Software einbrachte. 2021 vollzog Reiter mit seiner nun grün-roten Stadtratsmehrheit eine neue Kehrtwende zurück zu einer quelloffenen Lösung.

### Weitere Ämter und Engagement
Als Leiter des Referats für Arbeit und Wirtschaft der Stadt München übernahm er, nach der Auflösung des Tourismusamtes im Jahr 2013, von Gabriele Weishäupl das Amt des Festleiters des Oktoberfests.
Im Jahr 2016 wurde Reiter in das Präsidium des Deutschen Städtetages gewählt.

### Privates
Reiter ist seit 2003 in zweiter Ehe mit Petra Reiter verheiratet und Vater eines Kindes aus erster Ehe. Petra Reiter hat zwei Kinder in die Ehe mitgebracht. Im November 2018 brachte Reiter als Hobbymusiker (Gesang und Gitarre) gemeinsam mit der Paul Daly Band eine Benefiz-CD mit Weihnachtsliedern zugunsten der Stiftung Kinderklinik München-Schwabing heraus.

## Auszeichnungen
- 2016: Wilhelm-Hoegner-Preis für das Engagement der Münchner Bürgerschaft in der Flüchtlingshilfe, die höchste Auszeichnung der Landtagsfraktion der BayernSPD[25]
- 2017: Karl-Valentin-Orden[26]
- 2021: Bayerischer Verdienstorden[27]